# Silknet
Silknet JSC (gruz. სილქნეტი) – gruzińskie przedsiębiorstwo telekomunikacyjne z siedzibą w Tbilisi. Stanowi część Silk Road Group.
Przedsiębiorstwo rozpoczęło działalność w 2007 roku. W 2018 roku Silknet przejął Geocell, krajową sieć telefonii komórkowej.